# The Smoking Gunns
The Smoking Gunns was een tag-team van professioneel worstelaars dat actief was in de World Wrestling Federation (WWF). Het team bestond uit kayfabe broers Billy Gunn (Monty Sopp) en Bart Gunn (Mike Polchlopek). Het team won in WWF 3 keer de WWF Tag Team Championship.

## In worstelen
- Finishers
  - Sidewinder (Sidewalk slam (Bart) / Diving leg drop (Billy) combinatie)

- Signature moves
  - Back suplex / Neckbreaker slam combinatie
  - Double Russian legsweep

- Manager
  - Sunny

## Kampioenschappen en prestaties
- International Wrestling Federation
  - IWF Tag Tag Championship (3 keer)

- World Wrestling Federation
  - WWF Tag Team Championship (3 keer)
  - Raw Bowl